# Dentilymnia tristictica
Dentilymnia tristictica är en fjärilsart som beskrevs av Emilio Berio 1976/77. Dentilymnia tristictica ingår i släktet Dentilymnia och familjen nattflyn. Inga underarter finns listade i Catalogue of Life.